# Güldeniz Önal
Güldeniz Önal est une joueuse de volley-ball turque née le 23 mars 1986 à İzmir. Elle mesure 1,82 m et joue réceptionneuse-attaquante. Elle totalise 99 sélections en équipe de Turquie.

## Clubs
| Club          | Pays    | De        | À         |
| ------------- | ------- | --------- | --------- |
| İller Bankası | Turquie | 2003-2004 | 2007-2008 |
| Türk Telekom  | Turquie | 2008-2009 | …         |